# Zalešany
Obec Zalešany se nachází v okrese Kolín, kraj Středočeský asi 15 km západně od Kolína. Žije zde 113 obyvatel. V roce 2011 zde bylo evidováno 111 adres. Součástí obce je i vesnice Přebozy.
Zalešany je také název katastrálního území o rozloze 1,9 km².

## Historie
První písemná zmínka o obci pochází z roku 1319.

### Územněsprávní začlenění
Dějiny územněsprávního začleňování zahrnují období od roku 1850 do současnosti. V chronologickém přehledu je uvedena územně administrativní příslušnost obce v roce, kdy ke změně došlo:
- 1850 země česká, kraj Pardubice, politický i soudní okres Kolín[6]
- 1855 země česká, kraj Čáslav, soudní okres Kolín
- 1868 země česká, politický i soudní okres Kolín
- 1939 země česká, Oberlandrat Kolín, politický i soudní okres Kolín[7]
- 1942 země česká, Oberlandrat Praha, politický i soudní okres Kolín[8]
- 1945 země česká, správní i soudní okres Kolín[9]
- 1949 Pražský kraj, okres Kolín[10]
- 1960 Středočeský kraj, okres Kolín
- 2003 Středočeský kraj, obec s rozšířenou působností Kolín

### Rok 1932
Ve vsi Zalešany (238 obyvatel) byly v roce 1932 evidovány tyto živnosti a obchody: hostinec, továrna na sušené mléko, mlýn, obchod s lahvovým pivem, obchod se smíšeným zbožím, trafika, velkostatek.
V obci Přebozy (263 obyvatel, samostatná obec se později stala součástí Zalešan) byly v roce 1932 evidovány tyto živnosti a obchody: hostinec, kovář, mlýn, obuvník, rolník, obchod se smíšeným zbožím, trafika.

## Doprava
Dopravní síť
- Pozemní komunikace – Do obce vedou silnice III. třídy. Ve vzdálenosti 3 km vede silnice I/12 Praha - Kolín.

- Železnice – Obcí Zalešany vede železniční Trať 012 Pečky - Kouřim. Je to jednokolejná regionální trať, zahájení dopravy bylo roku 1882.

Veřejná doprava 2011
- Autobusová doprava – Do obce nevedla žádná autobusová linka.

- Železniční doprava – Železniční zastávkou Zalešany jezdilo v pracovní dny 12 párů osobních vlaků, o víkendu 9 párů osobních vlaků.

## Galerie

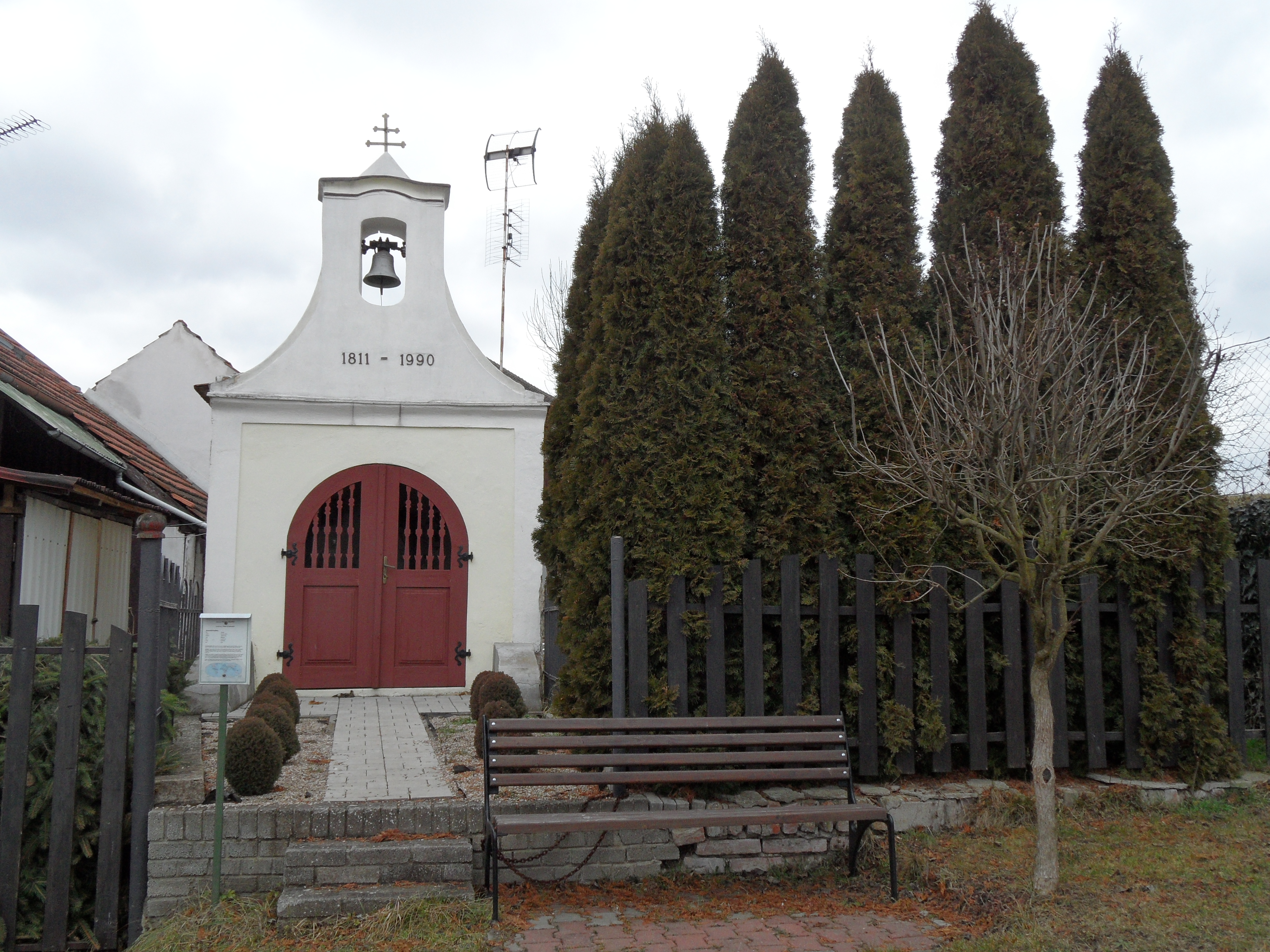
Kaple a zeravy západní
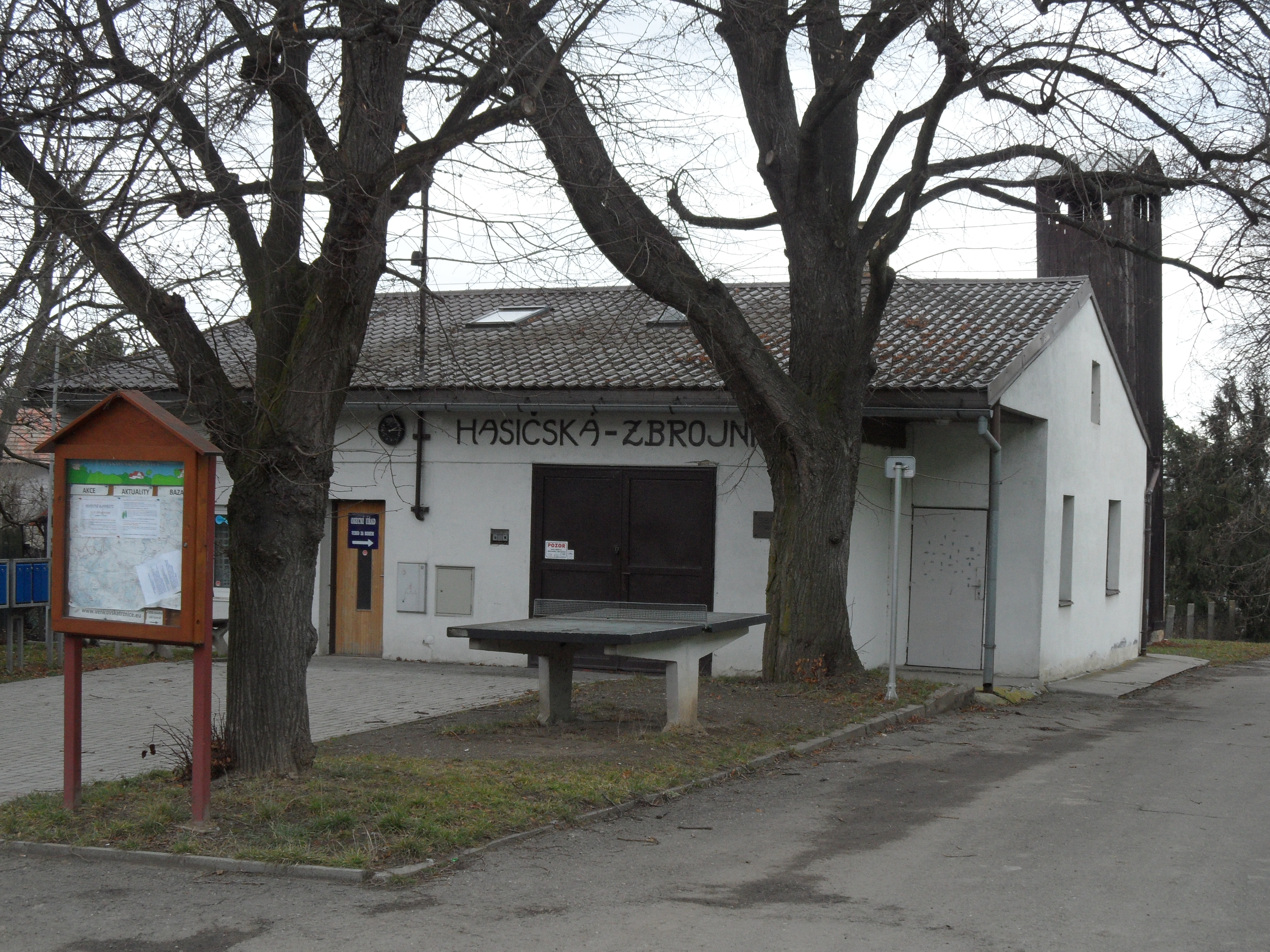
Hasičská zbrojnice
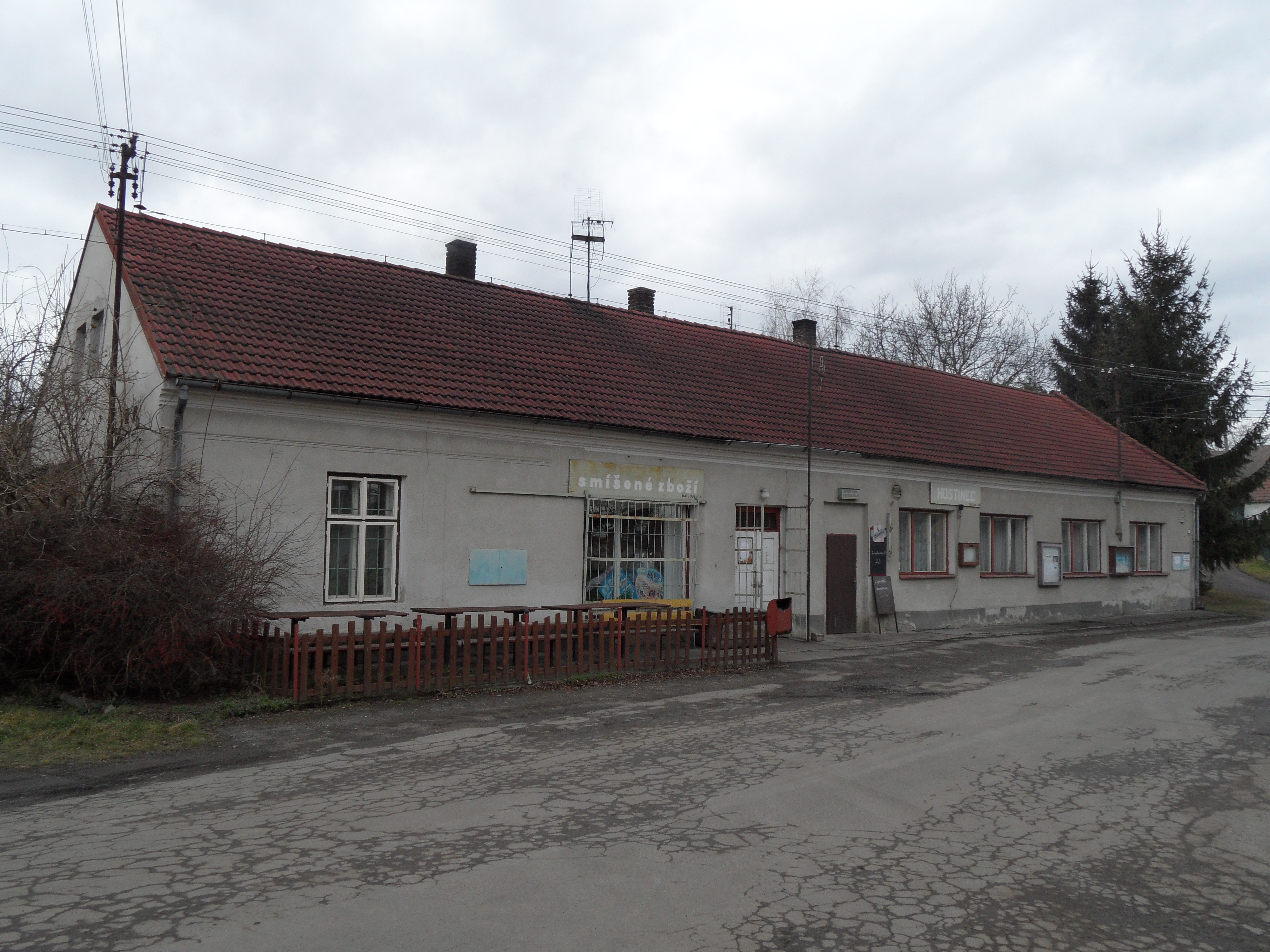
Smíšené zboží a hostinec
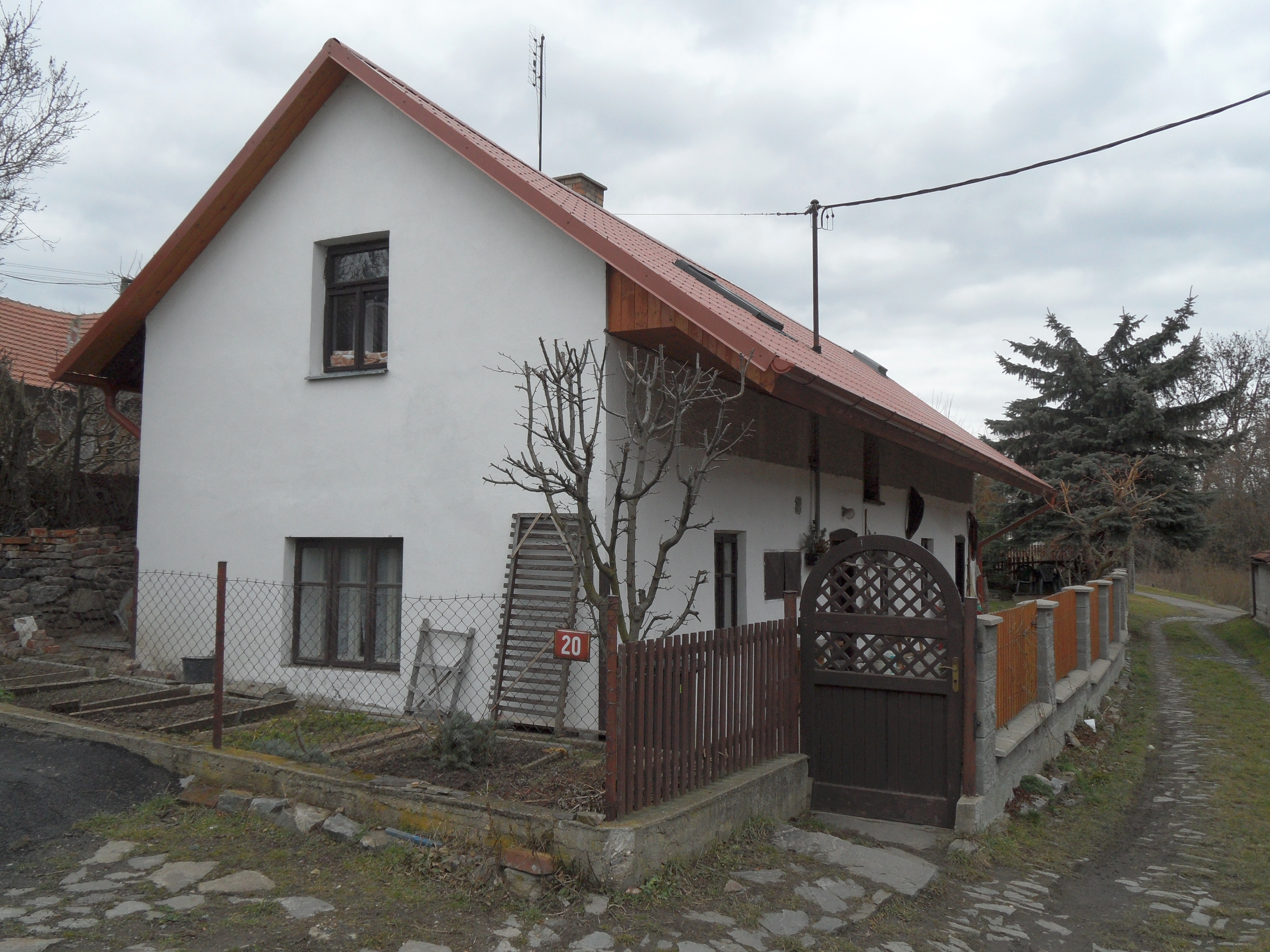
Dům čp. 20
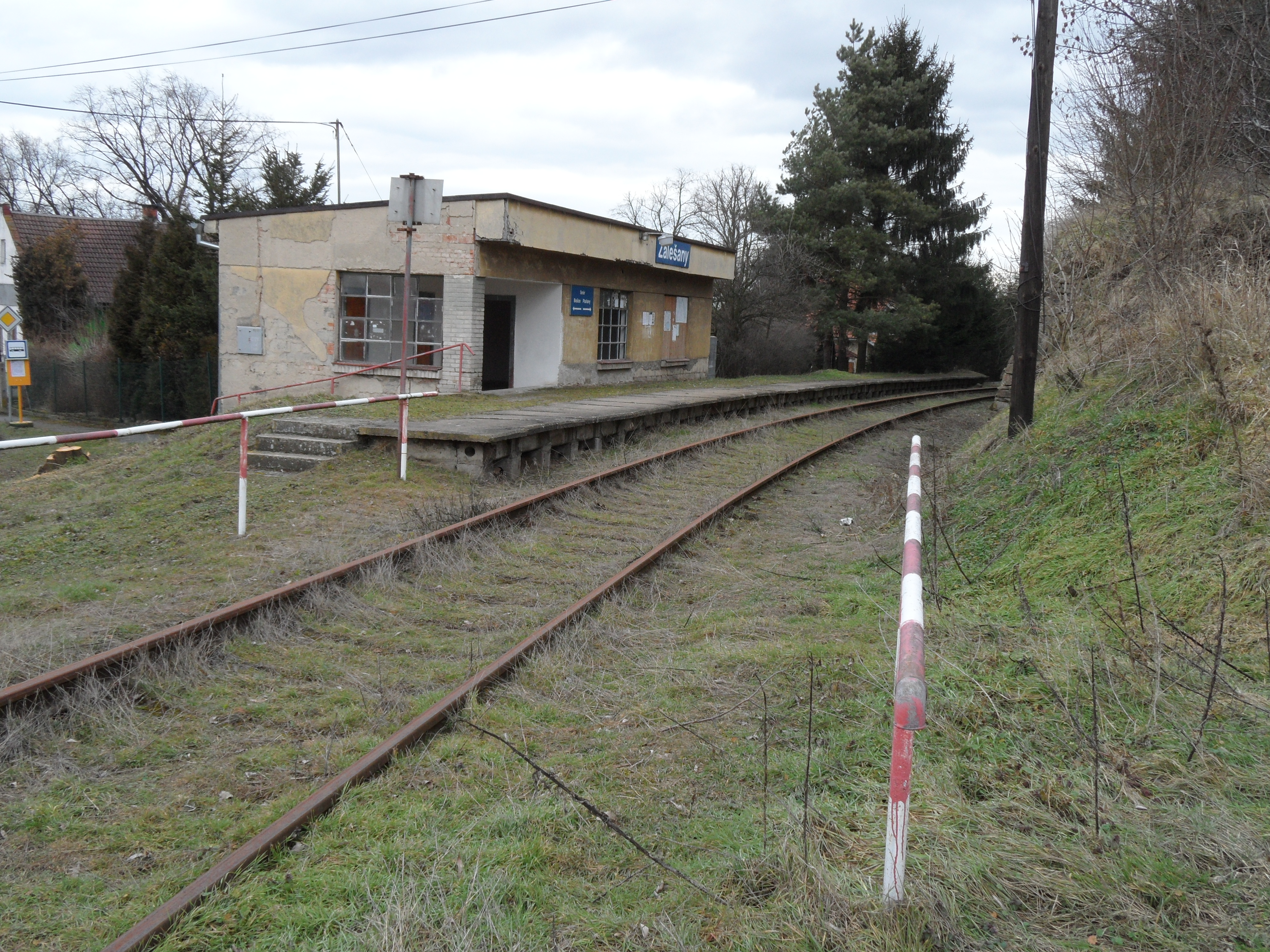
Vlaková zastávka (trať 012 Pečky–Kouřim)